# Martin Schiele
Martin Schiele (Lüderitz, 17 gennaio 1870 – Zislow, 16 febbraio 1939) è stato un politico tedesco, membro del Partito conservatore tedesco, del DNVP e del CNBL, ministro degli interni del Reich e per due volte ministro dell'alimentazione nella Repubblica di Weimar.

## Biografia

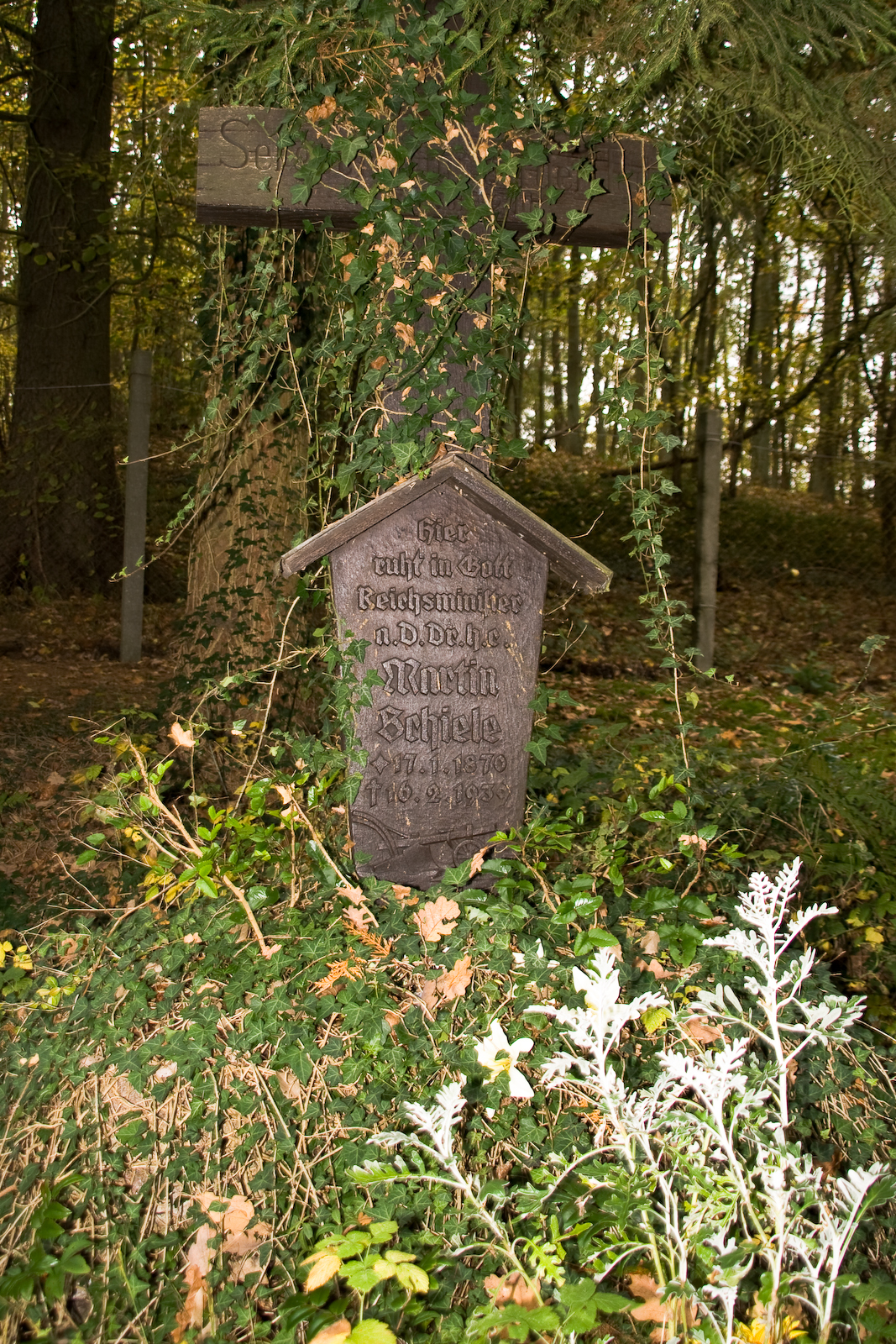
La tomba di Martin Schiele

Schiele, di fede protestante, proveniva da una famiglia di contadini. Dopo il diploma di scuola superiore conseguito a Stendal in agricoltura, prese in affitto e gestì un maniero a Schollene.
Dall'agosto 1928 all'ottobre 1930 Schiele fu presidente del Reichslandbund, un organo che rappresentava gli interessi dei contadini tedeschi, però governato da grandi agrari di orientamento conservatore, proprio loro costrinsero Schiele a dimettersi dopo che entrò nel Partito Cristiano-Nazionale dei Contadini e della Popolazione rurale. Durante la sua permanenza al Reichslandbund, fu uno degli organizzatori del referendum contro il Piano Young. Fu anche dottore onorario presso l'Università di Agraria di Bonn-Poppelsdorf e membro del consiglio di sorveglianza della Getreide-Industrie & Commission AG a Berlino.
Morì nel 1939.

## Carriera politica

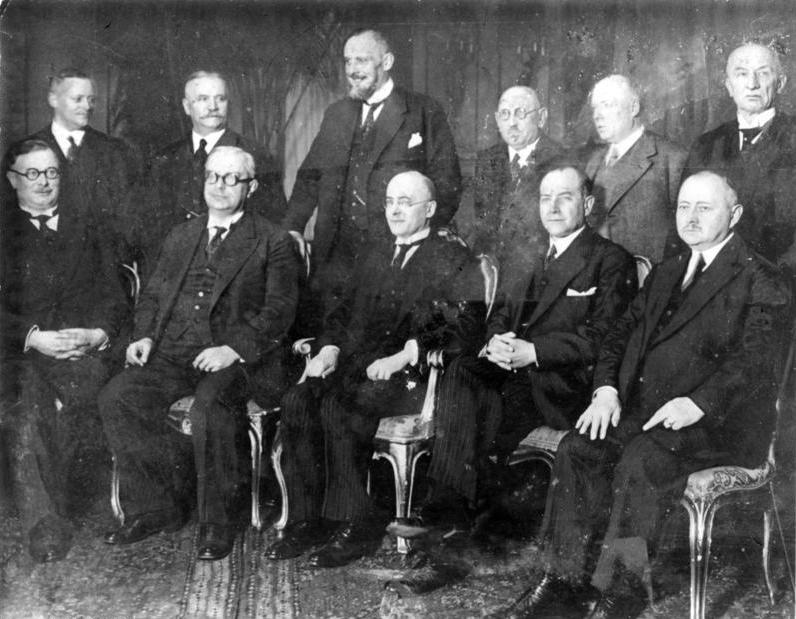
Schiele nel gabinetto Brüning, il 31 marzo 1930 (2° da sinistra in pidedi)

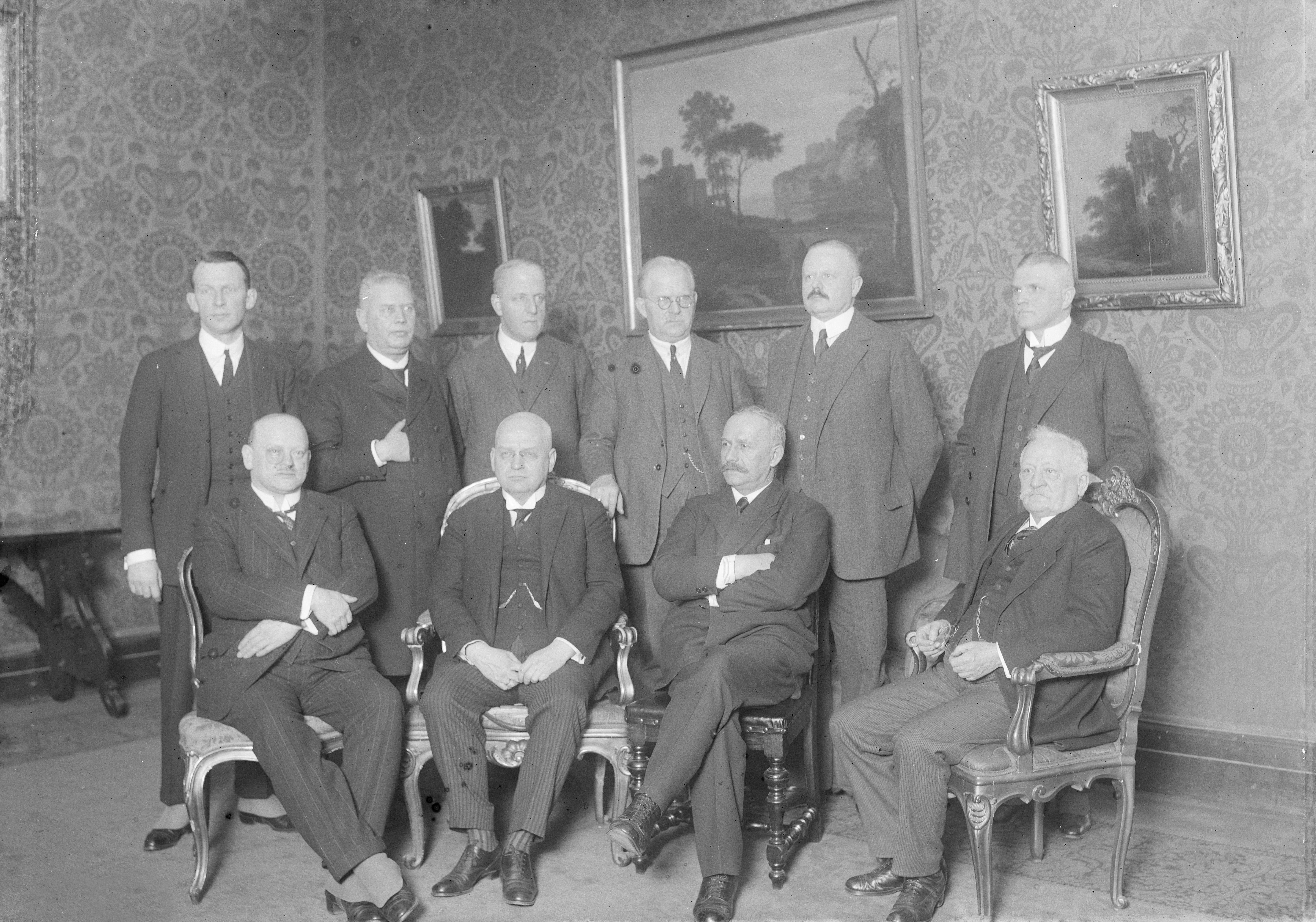
Martin Schiele nel gabinetto Luther I (seduto, 2° da destra)

Schiele fu membro del partito conservatore durante l'Impero tedesco. Nel 1918 partecipò alla fondazione del Partito Popolare Nazionale Tedesco e il 22 luglio 1930 entrò a far parte del CNBL.
Schiele fu eletto membro del Reichstag nel collegio elettorale di Jerichow, dell'Assemblea nazionale di Weimar dal 1919 al 1920 e successivamente di nuovo membro del Reichstag fino al 1930.
Il 15 gennaio 1923 Schiele venne nominato ministro degli Interni del Reich dall'allora capo di governo Hans Luther, carica che ricoprì sino al 23 ottobre dello stesso anno. Dal 28 gennaio 1927 al 12 giugno 1928 fu membro del gabinetto presieduto dal politico centrista Wilhelm Marx. Nel febbraio 1928 presentò un programma di emergenza per l'agricoltura (noto come Notprogramm für die Landwirtschaft), con il quale intendeva migliorare la situazione dei contadini e garantire l'approvvigionamento di cibo per la popolazione.
Dal 30 marzo 1930 al maggio 1932 ricoprì nuovamente la carica di ministro dell'alimentazione del Reich nel governo guidato da Heinrich Brüning. Durante questo mandato organizzò diversi programmi di aiuto, tra cui uno per l'agricoltura. L'obbiettivo principale era quello di creare un mercato interno stabile mediante misure protezionistiche agricole.

## Opere parziali
- Wie kann die Landwirtschaft wieder rentabel werden? Eine Rede. 1929.
- Der Schutz der Landwirtschaft. 1930.